# 1930-as labdarúgó-világbajnokság (2. csoport)
Az 1930-as labdarúgó-világbajnokság 2. csoportjának mérkőzéseit július 14. és július 20. között játszották. A csoportban Jugoszlávia, Brazília és Bolívia szerepelt.
A csoportból Jugoszlávia jutott tovább. A mérkőzéseken 11 gól esett.

## Tabella
| Csapat      | M | Gy | D | V | G+ | G– | Gk | P |
| ----------- | - | -- | - | - | -- | -- | -- | - |
| Jugoszlávia | 2 | 2  | 0 | 0 | 6  | 1  | +5 | 4 |
| Brazília    | 2 | 1  | 0 | 1 | 5  | 2  | +3 | 2 |
| Bolívia     | 2 | 0  | 0 | 2 | 0  | 8  | −8 | 0 |

## Mérkőzések

### Jugoszlávia – Brazília
| 1930. július 14. 12:45 UYT (UTC−03:30) |

| Jugoszlávia          | 2–1               | Brazília      |
| -------------------- | ----------------- | ------------- |
| Tirnanić 21' Bek 30' | (2–0) Jegyzőkönyv | Preguinho 62' |

| Estadio Parque Central, Montevideo Nézőszám: 24 059 Játékvezető: Anibal Tejada (uruguayi) |

| Jugoszlávia | Brazília |

| KA                   | 1  | Milovan Jakšić        |
| CS                   | 2  | Aleksandar Tirnanić   |
| CS                   | 3  | Blagoje Marjanović    |
| CS                   | 4  | Branislav Sekulić     |
| CS                   | 5  | Đorđe Vujadinović     |
| V                    | 6  | Dragoslav Mihajlović  |
| CS                   | 7  | Ivan Bek              |
| KP                   | 8  | Ljubiša Stefanović    |
| KP                   | 9  | Milorad Arsenijević   |
| V                    | 10 | Milutin Ivković (csk) |
| KP                   | 11 | Momčilo Đokić         |
| Szövetségi kapitány: |    |                       |
| Boško Simonović      |    |                       |

| KA                            | 1  | Joel            |
| CS                            | 2  | Araken          |
| V                             | 3  | Brilhante       |
| KP                            | 4  | Fausto          |
| KP                            | 5  | Fernando        |
| KP                            | 6  | Hermógenes      |
| V                             | 7  | Itália          |
| CS                            | 8  | Nilo            |
| CS                            | 9  | Poly            |
| CS                            | 10 | Preguinho (csk) |
| CS                            | 11 | Teóphilo        |
| Szövetségi kapitány:          |    |                 |
| Píndaro de Carvalho Rodrigues |    |                 |

| Partjelzők: Ricardo Vallarino (uruguayi) Thomas Balvay (francia) |

### Jugoszlávia – Bolívia
| 1930. július 17. 12:45 UYT (UTC−03:30) |

| Jugoszlávia                                | 4–0               | Bolívia |
| ------------------------------------------ | ----------------- | ------- |
| Bek 60' 67' Marjanović 65' Vujadinović 85' | (0–0) Jegyzőkönyv |         |

| Estadio Parque Central, Montevideo Nézőszám: 18 306 Játékvezető: Francisco Mateucci (uruguayi) |

| Jugoszlávia | Bolívia |

| KA                   | 1  | Milovan Jakšić        |
| CS                   | 2  | Aleksandar Tirnanić   |
| CS                   | 3  | Blagoje Marjanović    |
| CS                   | 4  | Đorđe Vujadinović     |
| V                    | 5  | Dragoslav Mihajlović  |
| CS                   | 6  | Dragutin Najdanović   |
| CS                   | 7  | Ivan Bek              |
| KP                   | 8  | Ljubiša Stefanović    |
| KP                   | 9  | Milorad Arsenijević   |
| V                    | 10 | Milutin Ivković (csk) |
| KP                   | 11 | Momčilo Đokić         |
| Szövetségi kapitány: |    |                       |
| Boško Simonović      |    |                       |

| KA                   | 1  | Jesús Bermúdez      |
| V                    | 2  | Casiano Chavarría   |
| KP                   | 3  | Diógenes Lara       |
| CS                   | 4  | Gumersindo Gómez    |
| KP                   | 5  | Juan Argote         |
| KP                   | 6  | Jorge Valderrama    |
| CS                   | 7  | José Bustamante     |
| CS                   | 8  | Mario Alborta       |
| CS                   | 9  | Rafael Méndez (csk) |
| CS                   | 10 | René Fernández      |
| V                    | 11 | Segundo Durandal    |
| Szövetségi kapitány: |    |                     |
| Ulises Saucedo       |    |                     |

| Partjelzők: Domingo Lombardi (uruguayi) Alberto Warnken (chilei) |

### Brazília – Bolívia
| 1930. július 20. 13:00 UYT (UTC−03:30) |

| Brazília                           | 4–0               | Bolívia |
| ---------------------------------- | ----------------- | ------- |
| Moderato 37' 73' Preguinho 57' 83' | (1–0) Jegyzőkönyv |         |

| Estadio Centenario, Montevideo Nézőszám: 25 466 Játékvezető: Thomas Balvay (francia) |

| Brazília | Bolívia |

| KA                            | 1  | Velloso         |
| CS                            | 2  | Benedicto       |
| CS                            | 3  | Carvalho Leite  |
| KP                            | 4  | Fausto          |
| KP                            | 5  | Fernando        |
| KP                            | 6  | Hermógenes      |
| V                             | 7  | Itália          |
| CS                            | 8  | Moderato        |
| CS                            | 9  | Preguinho (csk) |
| CS                            | 10 | Russinho        |
| V                             | 11 | Zé Luiz         |
| Szövetségi kapitány:          |    |                 |
| Píndaro de Carvalho Rodrigues |    |                 |

| KA                   | 1  | Jesús Bermúdez      |
| V                    | 2  | Casiano Chavarría   |
| KP                   | 3  | Diógenes Lara       |
| CS                   | 4  | Eduardo Reyes Ortíz |
| KP                   | 5  | Jorge Valderrama    |
| CS                   | 6  | José Bustamante     |
| CS                   | 7  | Mario Alborta       |
| CS                   | 8  | Rafael Méndez (csk) |
| KP                   | 9  | Renato Sáinz        |
| CS                   | 10 | René Fernández      |
| V                    | 11 | Segundo Durandal    |
| Szövetségi kapitány: |    |                     |
| Ulises Saucedo       |    |                     |

| Partjelzők: Francisco Mateucci (uruguayi) Gaspar Wallejo (mexikói) |